# Lekkoatletyka na Letnich Igrzyskach Olimpijskich 1984 – bieg na 3000 m z przeszkodami mężczyzn
Bieg na 3000 metrów z przeszkodami mężczyzn podczas XXIII Letnich Igrzysk Olimpijskich w Los Angeles rozegrano 6 (eliminacje), 8 (półfinały) i 10 sierpnia 1984 (finał) na stadionie Los Angeles Memorial Coliseum. Zwycięzcą został reprezentant Kenii Julius Korir.

## Rekordy
|                   | Zawodnik        | Narodowość | Czas    | Data               | Miejsce  |
| ----------------- | --------------- | ---------- | ------- | ------------------ | -------- |
| Rekord świata     | Henry Rono      | Kenia      | 8:05,4  | 13 maja 1978(dts)  | Seattle  |
| Rekord olimpijski | Anders Gärderud | Szwecja    | 8:08,02 | 28 lipca 1976(dts) | Montreal |

## Wyniki
| Poz. - pozycja |
| – rekord świata \| – rekord krajowy \| – rekord życiowy \| = – wyrównany rekord życiowy \| · – najlepszy wynik w sezonie \| = – wyrównany najlepszy wynik w sezonie \| – rekord olimpijski |
| Fn – falstart \| DNF – nie ukończył \| DNS – nie wystartował \| DSQ – zdyskwalifikowany |

### Eliminacje
Rozegrano trzy biegi eliminacyjne. Do półfinałów awansowało po sześciu najlepszych zawodników z każdego biegu (Q) oraz sześciu z najlepszymi czasami spośród pozostałych (q).

#### Bieg 1
| Poz. | Zawodnik                 | Narodowość        | Rezultat | Uwagi |
| ---- | ------------------------ | ----------------- | -------- | ----- |
| 1    | Brian Diemer             | Stany Zjednoczone | 8:25,92  | Q     |
| 2    | Domingo Ramón            | Hiszpania         | 8:26,04  | Q     |
| 3    | Féthi Baccouche          | Tunezja           | 8:27,49  | Q     |
| 4    | William Van Dijck        | Belgia            | 8:29,68  | Q     |
| 5    | Emilio Ulloa             | Chile             | 8:29,71  | Q     |
| 6    | Pascal Debacker          | Francja           | 8:30,35  | Q     |
| 7    | Paul Davies-Hale         | Wielka Brytania   | 8:31,97  | q     |
| 8    | Francesco Panetta        | Włochy            | 8:37,05  | q     |
| 9    | Kip Rono                 | Włochy            | 8:41,75  |       |
| 10   | Pedro Cáceres            | Argentyna         | 8:50,02  |       |
| 11   | Emmanuel M’Pioh          | Kongo             | 9:05,58  |       |
| 12   | Abdullah Azzan Al-Akbary | Oman              | 10:22,96 |       |

#### Bieg 2
| Poz. | Zawodnik          | Narodowość        | Rezultat | Uwagi |
| ---- | ----------------- | ----------------- | -------- | ----- |
| 1    | Julius Korir      | Kenia             | 8:29,08  | Q     |
| 2    | Roger Hackney     | Wielka Brytania   | 8:30,31  | Q     |
| 3    | Joseph Mahmoud    | Francja           | 8:30,85  | Q     |
| 4    | Hans Koeleman     | Holandia          | 8:31,34  | Q     |
| 5    | Greg Duhaime      | Kanada            | 8:31,54  | Q     |
| 6    | Carmelo Ríos      | Portoryko         | 8:31,88  | Q     |
| 7    | Franco Boffi      | Włochy            | 8:32,26  | q     |
| 8    | John Gregorek     | Stany Zjednoczone | 8:38,43  | q     |
| 9    | Juan José Torres  | Hiszpania         | 8:40,76  |       |
| 10   | Hector Begeo      | Filipiny          | 8:53,70  |       |
| 11   | Hugo Allan García | Gwatemala         | 9:02,41  |       |
| 12   | Ramón López       | Paragwaj          | 9:36,36  |       |

#### Bieg 3
| Poz. | Zawodnik       | Narodowość        | Rezultat | Uwagi |
| ---- | -------------- | ----------------- | -------- | ----- |
| 1    | Julius Kariuki | Kenia             | 8:19,45  | Q     |
| 2    | Peter Renner   | Nowa Zelandia     | 8:22,95  | Q     |
| 3    | Peter Daenens  | Belgia            | 8:28,26  | Q     |
| 4    | Henry Marsh    | Stany Zjednoczone | 8:29,23  | Q     |
| 5    | Colin Reitz    | Wielka Brytania   | 8:29,33  | Q     |
| 6    | Tommy Ekblom   | Finlandia         | 8:29,45  | Q     |
| 7    | Filipos Filipu | Cypr              | 8:30,09  | q     |
| 8    | Liam O’Brien   | Irlandia          | 8:31,89  | q     |
| 9    | Yehuda Zadok   | Izrael            | 8:42,28  |       |
| 10   | Kim Ju-ryong   | Korea Południowa  | 8:43,50  |       |
| 11   | Albert Marie   | Seszele           | 9:32,30  |       |
| –    | Filbert Bayi   | Tanzania          | DNS      |       |

### Półfinały
Rozegrano dwa biegi półfinałowe. Do finału awansowało po pięciu najlepszych zawodników z każdego biegu oraz dwóch z najlepszymi czasami spośród pozostałych.

#### Bieg 1
| Poz. | Zawodnik          | Narodowość        | Rezultat | Uwagi |
| ---- | ----------------- | ----------------- | -------- | ----- |
| 1    | Domingo Ramón     | Hiszpania         | 8:19,08  | Q     |
| 2    | Pascal Debacker   | Francja           | 8:20,34  | Q     |
| 3    | Tommy Ekblom      | Finlandia         | 8:20,54  | Q     |
| 4    | Henry Marsh       | Stany Zjednoczone | 8:20,57  | Q     |
| 5    | Roger Hackney     | Wielka Brytania   | 8:20,77  | Q     |
| 6    | Julius Kariuki    | Kenia             | 8:21,07  | q     |
| 7    | William Van Dijck | Belgia            | 8:23,08  |       |
| 8    | Paul Davies-Hale  | Wielka Brytania   | 8:26,15  |       |
| 9    | Greg Duhaime      | Kanada            | 8:26,32  |       |
| 10   | Franco Boffi      | Włochy            | 8:30,82  |       |
| 11   | Liam O’Brien      | Irlandia          | 8:34,90  |       |
| 12   | Filipos Filipu    | Cypr              | 8:39,47  |       |

#### Bieg 2
| Poz. | Zawodnik          | Narodowość        | Rezultat | Uwagi |
| ---- | ----------------- | ----------------- | -------- | ----- |
| 1    | Julius Korir      | Kenia             | 8:17,40  | Q     |
| 2    | Peter Renner      | Nowa Zelandia     | 8:18,12  | Q,    |
| 3    | Brian Diemer      | Stany Zjednoczone | 8:18,36  | Q     |
| 4    | Colin Reitz       | Wielka Brytania   | 8:18,62  | Q     |
| 4    | Joseph Mahmoud    | Francja           | 8:18,62  | Q     |
| 6    | Féthi Baccouche   | Tunezja           | 8:18,70  | q     |
| 7    | Peter Daenens     | Belgia            | 8:21,77  |       |
| 8    | Emilio Ulloa      | Chile             | 8:28,99  |       |
| 9    | Francesco Panetta | Włochy            | 8:31,24  |       |
| 10   | Hans Koeleman     | Holandia          | 8:32,29  |       |
| 11   | John Gregorek     | Stany Zjednoczone | 8:38,19  |       |
| 12   | Carmelo Ríos      | Portoryko         | 8:44,70  |       |

### Finał
| Poz. | Zawodnik        | Narodowość        | Rezultat | Uwagi |
| ---- | --------------- | ----------------- | -------- | ----- |
| 1    | Julius Korir    | Kenia             | 8:11,80  |       |
| 2    | Joseph Mahmoud  | Francja           | 8:13,31  | [ 4 ] |
| 3    | Brian Diemer    | Stany Zjednoczone | 8:14,06  |       |
| 4    | Henry Marsh     | Stany Zjednoczone | 8:14,25  |       |
| 5    | Colin Reitz     | Wielka Brytania   | 8:15,48  |       |
| 6    | Domingo Ramón   | Hiszpania         | 8:17,27  |       |
| 7    | Julius Kariuki  | Kenia             | 8:17,47  |       |
| 8    | Pascal Debacker | Francja           | 8:21,51  |       |
| 9    | Tommy Ekblom    | Finlandia         | 8:23,95  |       |
| 10   | Roger Hackney   | Wielka Brytania   | 8:27,10  |       |
| 11   | Peter Renner    | Nowa Zelandia     | 8:29,81  |       |
| 12   | Féthi Baccouche | Tunezja           | 8:43,40  |       |